# 1568年
| 千纪： | 2千纪 |
| 世纪： | 15世纪 \| 16世纪 \| 17世纪                                                                                 |
| 年代： | 1530年代 \| 1540年代 \| 1550年代 \| 1560年代 \| 1570年代 \| 1580年代 \| 1590年代                           |
| 年份： | 1563年 \| 1564年 \| 1565年 \| 1566年 \| 1567年 \| 1568年 \| 1569年 \| 1570年 \| 1571年 \| 1572年 \| 1573年 |
| 纪年： | 戊辰年（龙年）；明隆庆二年；越南莫朝淳福四年，崇康元年，后黎朝正治十一年；日本永祿十一年                   |

## 大事记

### 明朝
- 辽西走廊发生大地震。
- 李春芳出任明朝首辅。
- 5月15日——西安发生7级地震。

### 日本
- 武田信玄順利策反上杉家臣本庄繁長跟越中豪族椎名康胤，爆發本庄繁長之亂。
- 蒲生賢秀归顺織田信長。
- 武田信玄家臣小山田信茂領兵越過小佛峠（日语：小仏峠）進攻相模，氏照派遣中山家範和橫地吉信等人迎擊，但是高尾山麗的廿里（現八王子市廿里町廿里古戰場（日语：廿里古戦場））不敵。
- 2月——足利義榮為松永久秀等人擁立為室町幕府第十四代將軍。
- 7月25日——織田信長正式將前任將軍足利義輝之弟足利義昭迎來美濃國。
- 9月——得到足利義昭投奔的織田信長憑藉著大義名分著手上洛，趁三好三人眾與松永久秀在畿內發生內亂，聯合北近江的淺井家挺進山城國，將三好三人眾逐往阿波國，松永久秀和三好義繼臣服織田信長，織田信長至此成功取得了畿內局勢的主動權。
- 9月12日——織田信長奉足利義昭上洛途中，與近江守護六角氏六角義賢、六角義治父子在近江國觀音寺城週邊爆發觀音寺城之戰，攻陷箕作城，翌日六角義賢、六角義治父子放棄觀音寺城逃往伊賀國。
- 9月26日——織田信長帶足利義昭進入京都，命令菅屋長賴制定洛中法制，派兵士護衛宮廷，維護京都的治安。
- 10月18日——足利義昭正式就任為室町幕府第十五代征夷大將軍。
- 12月——武田信玄發起駿河侵攻，相模北條氏政拒絕瓜分今川氏領地的提議，於是與德川家康結成瓜分今川氏領地的密約，甲相同盟（日语：甲相同盟）破裂，後北條氏與上杉氏結成越相同盟（日语：越相同盟）。北條氏政仲介厩橋城的北條高廣重歸上杉氏，並親率大軍於薩多峠迫使兵力居劣勢的武田軍退兵，與德川家康締結密約共同夾擊武田信玄佔領的駿河國。武田信玄鑑於兵鋒受挫並考量駿河國難以防守，主動退回甲斐國，但今川氏真因駿河國人眾與武田信玄內通叛變，被迫逃往家臣朝比奈泰朝於遠江國的掛川城，德川家康接著對曳馬城與掛川城發起攻擊。
- 原能登大名畠山義綱在六角氏的支援以及與上杉謙信和神保長職等人的合作下出兵意圖奪回能登，但是失敗並敗退。
- 朝倉義景介入若狹國武田的內亂，以保護武田元明為由將其監禁在一乘谷中。

### 欧洲
- 奧圖曼帝國大維齊爾索庫魯·穆罕默德帕夏建議塞利姆二世在伏爾加河與頓河之間掘一條運河支援中亞的突厥人對抗俄羅斯沙皇國，爆發俄土戰爭。
- 《威廉·凡·那叟》被指定为荷兰国歌。
- 瑞典国王埃里克十四世被议会废黜，约翰三世成为瑞典国王。
- 波格丹四世登基成为摩尔多瓦统治者。
- 葡萄牙国王塞巴斯蒂昂开始亲政。
- 爱尔兰爆发反对英国的起义（直1573年被扑灭）。
- 土达法令：个人宗教信仰自由。
- 路德维希继位为符腾堡公爵。
- 尤利乌斯继任为不伦瑞克-沃尔芬比特尔公爵。
- 西班牙航海家发现圖瓦盧和威克島。西班牙航海探险家阿尔瓦罗·德·门达尼亚到达所罗门群岛。
- 荷蘭製圖學者墨卡托創立了正軸等角圓柱投影。
- 2月17日——神圣罗马帝国与鄂图曼帝国之间签订和平条约。
- 3月23日——隆朱莫条约：法国第二次宗教战争结束，然而9月查理九世宣佈廢止原來有關和解、安定的詔令，法国第三次宗教战争再起。
- 5月19日——英格兰的伊丽莎白一世女王将其表妹，苏格兰女王玛丽一世投入监狱。
- 5月23日——荷兰争取从西班牙独立的八十年战争开始。

### 東南亞
- 緬甸東吁王朝再次出兵攻打暹羅阿瑜陀耶王朝，又稱第三次阿瑜陀耶包圍戰。
- 亞齊蘇丹國與奧斯曼帝國組成聯軍圍攻葡萄牙控制下的馬六甲，雖然葡萄牙在柔佛蘇丹支持下打退進攻，這場戰役卻使葡萄牙控制力大幅衰退。

## 出生
- 魏忠贤，明朝宦官（逝世于1627年）
- 官應震，明朝大臣（逝世于1635年）
- 豐臣秀次，日本战国时代将军（逝世于1595年）
- 羽柴秀勝，日本武将（逝世于1586年）
- 石川五右衛門，日本大盗（约出生于1568年，逝世于1594年）
- 袁宏道，明朝文人（逝世于1610年）
- 曾鲸，明朝画家（逝世于1650年）
- 吉田政重，日本家臣（逝世于1628年）
- 1月——立花成家，日本贵族（约出生于1568年，逝世于1620年）
- 4月5日——乌尔巴诺八世，教宗（逝世于1644年）
- 12月21日——黑田長政，日本武将（逝世于1622年）

## 逝世
- 亚历山德鲁·勒普什内亚努，摩尔多瓦统治者
- 李開先，明朝作家（出生于1502年）
- 中條藤資，日本家臣（出生年代不明）
- 壽桂尼，日本大名今川氏親的正室（出生时间不详）
- 2月7日——色部勝長，日本家臣（出生于1493年）
- 6月11日——亨利二世，不伦瑞克-沃尔芬比特尔公爵（出生于1489年）
- 12月28日——克里斯托夫，符腾堡公爵（出生于1515年）